# Vuelta a Castilla y León
La Vuelta a Castilla y León è una corsa a tappe maschile di ciclismo su strada che si disputa nella comunità autonoma di Castiglia e León, in Spagna, ogni anno nel mese di aprile. Dal 2005 fa parte del calendario dell'UCI Europe Tour come prova di classe 2.1.

## Storia
La prima edizione ha avuto luogo nel 1985, e da allora si è corso tutti gli anni eccetto il 1990, ma fino al 1988 si trattava di un challenge organizzato su più prove disputate nel corso della stagione. Dal 1989 adottò la formula attuale. Nacque come Trofeo Castilla-León per poi assumere nel 1996 la denominazione attuale.
Alberto Contador e Alfonso Gutiérrez sono gli unici ad aver scritto il loro nome nel palmarès della corsa per due anni consecutivi, anche se pure Francisco Mancebo è salito sul gradino più alto del podio due volte.

## Albo d'oro
Aggiornato all'edizione 2025.
| Anno                     | Vincitore                             | Secondo                               | Terzo                                 |
| Trofeo Castilla y León   | Trofeo Castilla y León                | Trofeo Castilla y León                | Trofeo Castilla y León                |
| ------------------------ | ------------------------------------- | ------------------------------------- | ------------------------------------- |
| 1985                     | Jesús Blanco Villar                   | Federico Echave                       | Miquel Àngel Iglesias                 |
| 1986                     | Alfonso Gutiérrez                     | Carlos Hernández                      | Manuel Jorge Domínguez                |
| 1987                     | Alfonso Gutiérrez                     | Manuel Jorge Domínguez                | Antonio Esparza                       |
| 1988                     | Reimund Dietzen                       | Federico Echave                       | Ángel Arroyo                          |
| 1989                     | Federico Echave                       | Peter Hilse                           | Luc Suykerbuyk                        |
| 1990                     | non disputata                         | non disputata                         | non disputata                         |
| 1991                     | José Luis Rodríguez                   | Juan Carlos González                  | Alfonso Gutiérrez                     |
| 1992                     | Asjat Saitov                          | Malcolm Elliott                       | Ángel Edo                             |
| 1993                     | Miguel Indurain                       | Abraham Olano                         | Antonio Martín Velasco                |
| 1994                     | Melchor Mauri                         | Álvaro González de Galdeano           | Nico Emonds                           |
| 1995                     | Santiago Blanco                       | Aitor Garmendia                       | Claus Michael Møller                  |
| Vuelta a Castilla y León |                                       |                                       |                                       |
| 1996                     | Andrea Peron                          | Udo Bölts                             | Íñigo Cuesta                          |
| 1997                     | Ángel Casero                          | Laurent Jalabert                      | Udo Bölts                             |
| 1998                     | Aitor Garmendia                       | Ángel Casero                          | Jan Ullrich                           |
| 1999                     | Leonardo Piepoli                      | Alberto Elli                          | Giuseppe Guerini                      |
| 2000                     | Francisco Mancebo                     | Aitor Osa                             | Dave Bruylandts                       |
| 2001                     | Marcos Serrano                        | Levi Leipheimer                       | Manuel Beltrán                        |
| 2002                     | Juan Miguel Mercado                   | Joan Horrach                          | Leonardo Piepoli                      |
| 2003                     | Francisco Mancebo                     | Denis Men'šov                         | Alex Zülle                            |
| 2004                     | Koldo Gil                             | David Navas                           | José Iván Gutiérrez                   |
| 2005                     | Carlos García Quesada                 | Francisco Pérez                       | David Blanco                          |
| 2006                     | Aleksandr Vinokurov                   | Luis León Sánchez                     | José Luis Rubiera                     |
| 2007                     | Alberto Contador                      | Koldo Gil                             | Juan José Cobo                        |
| 2008                     | Alberto Contador                      | Mauricio Soler                        | Thomas Dekker                         |
| 2009                     | Levi Leipheimer                       | Alberto Contador                      | David Zabriskie                       |
| 2010                     | Alberto Contador                      | Igor Antón                            | Ezequiel Mosquera                     |
| 2011                     | Xavier Tondó                          | Bauke Mollema                         | Igor Antón                            |
| 2012                     | Javier Moreno                         | Guillaume Levarlet                    | Pablo Urtasun                         |
| 2013                     | Rubén Plaza                           | Francisco Mancebo                     | Francesco Lasca                       |
| 2014                     | David Belda                           | Marcos García                         | Sylwester Szmyd                       |
| 2015                     | Pierre Rolland                        | Beñat Intxausti                       | Igor Antón                            |
| 2016                     | Alejandro Valverde                    | Pello Bilbao                          | Joni Brandão                          |
| 2017                     | Jonathan Hivert                       | Jaime Rosón                           | Henrique Casimiro                     |
| 2018                     | Rubén Plaza                           | Carlos Barbero                        | Eduard Prades                         |
| 2019                     | Davide Cimolai                        | Guillaume Boivin                      | Jérôme Cousin                         |
| 2020                     | annullata per la Pandemia di COVID-19 | annullata per la Pandemia di COVID-19 | annullata per la Pandemia di COVID-19 |
| 2021                     | Matis Louvel                          | Stefano Oldani                        | Mauricio Moreira                      |
| 2022                     | Simon Yates                           | George Bennett                        | Jonathan Lastra                       |
| 2023                     | Eduardo Sepúlveda                     | Felix Engelhardt                      | Alex Molenaar                         |
| 2024                     | Caleb Ewan                            | Davide Cimolai                        | Jenthe Biermans                       |
| 2025                     | Haimar Etxeberria                     | Jesús Herrada                         | Christian Scaroni                     |